# Метју Стенли
Метју Стенли (енгл. Matthew Stanley; Матамата, 15. јануар 1992) новозеландски је пливач чија специјалност су трке слободним стилом на 100, 200 и 400 метара. 

## Спортска каријера
Стенли је дебитовао на међународној пливачкој сцени 2010. на Олимпијским играма младих у Сингапуру, где је успео да се пласира у финалне трке на 200 и 400 метара слободним стилом. 
На светским сениорским првенствима у великим базенима је дебитовао у Шангају 2011, а потом је учествовао и на првенствима у Барселони 2013, Казању 2015, Будимпешти 2017. и Квангџуу 2019. године. На свом једином учешћу на светским првенствима у малим базенима, у Истанбулу 2012, освојио је бронзану медаљу у трци на 400 метара слободним стилом, након што је дански пливач Мадс Глеснер, који је ту трку првобитно завршио на трећем месту, дисквалификован због допинга.
Стенли је у два наврата представљао Нови Зеланд на олимпијским играма, у Лондону 2012. и Рију 2016. године. 